# Tipula jacobsoni
Tipula jacobsoni är en tvåvingeart som beskrevs av Edwards 1919. Tipula jacobsoni ingår i släktet Tipula och familjen storharkrankar. Inga underarter finns listade i Catalogue of Life.